# La Rafle des œufs
La Rafle des œufs (titre original : A Flutter in Eggs) est une nouvelle de l'écrivain américain Jack London, publiée aux États-Unis en 1912.

## Historique
La nouvelle est publiée initialement dans le Cosmopolitan en mars 1912, avant d'être reprise dans le recueil Smoke Bellew en octobre 1912.

## Éditions

### Éditions en anglais
- A Flutter in Eggs, dans le Cosmopolitan, périodique, mars 1912.
- A Flutter in Eggs, dans le recueil Smoke Bellew, New York ,The Macmillan Co, octobre 1912.

### Traductions en français
- La Rafle des œufs, traduction de Louis Postif, in Belliou et le courtaud, recueil, G. Crès & Cie, août 1929.
- La Rafle des œufs, traduction de Louis Postif, in Belliou la fumée, recueil, 10/18, 1982.
- La Rafle des œufs, traduction de Louis Postif, in Belliou la fumée, recueil, Pocket, 1996.
- La Rafle des œufs, traduction de Louis Postif (revue et complétée par Frédéric Klein), in Belliou la fumée, recueil, Phébus, 2006.